# 志岐鎮経
志岐 鎮経（しき しげつね）は、戦国時代から安土桃山時代にかけての武将。天草五人衆の一角志岐氏16代当主。肥後国志岐城主。志岐麟泉の名で知られる。

## 生涯
肥後天草諸島志岐城主・志岐重弘の子として誕生。
キリシタン大名でもあり、永禄9年（1566年）にイエズス会士・ルイス・デ・アルメイダを招き布教を許しており、これが天草にキリスト教が広まるきっかけとなった。しかし、鎮経自身は熱心なキリシタンではなく、南蛮貿易の利益を目的としていたため、領内に良港が存在せず利益の少ないことが判明すると棄教し、元亀2年（1571年）には一転してキリシタンを迫害したため、『フロイス日本史』では非難されている。
志岐氏は大友氏の影響下にあったが、天正6年（1578年）に耳川の戦いで大友氏が衰退すると、天正8年（1580年）頃には他の小大名と同じく龍造寺氏の傘下に属した。後に有馬晴信が龍造寺氏から島津氏に寝返ると行動を共にした。豊臣秀吉の九州平定では豊臣政権に人質を差し出し、島津氏が降伏すると、志岐氏も秀吉の配下となり領地も安堵された。
当初佐々成政に属したが、成政が肥後国人一揆で責任をとらされ自害した後は、後続として入部した小西行長や加藤清正などに服属した。ところが、天正17年（1589年）の行長の宇土城の城普請では命令に服さず、これに他の天草豪族も同調し行長と対立することとなる（天正の天草合戦）。行長は志岐城を落とすべく3千の兵で袋浦（現在の富岡湾）へ進軍するが、麟泉（鎮経）は小西軍が上陸したところに夜襲を仕掛け破った。行長は加藤清正、有馬晴信、大村喜前に助勢を依頼、これにより総勢1万余を相手にすることとなり、志岐城は小西・加藤らの連合軍に打ち破られ敗北。養子・親弘の妻が島津義虎の娘だった縁などから島津氏を頼り、出水へ逃れた。